# Síndrome de Guillain-Barré
El síndrome de Guillain-Barré es una enfermedad neurológica que incluye un conjunto de trastornos autoinmunes caracterizados por una parálisis flácida simétrica rápidamente progresiva de las extremidades con disminución marcada o ausencia de reflejos debido a que el sistema inmunitario del cuerpo ataca el sistema nervioso periférico. Sus causas no son bien conocidas, pero se ha visto que en una buena parte de los casos existe una infección gastrointestinal o faríngea en los días previos a la aparición de la patología.
Este síndrome incluye la polirradiculopatía desmielinizante (la forma más frecuente), neuropatía axonal motora, neuropatía axonal sensorio-motora, síndrome de Miller Fisher, polineuritis craneales, pandisautonomía aguda y compromiso sensorial puro (la variante más rara).
De una u otra forma, los nervios no pueden enviar las señales de forma eficaz; los músculos pierden su capacidad de responder a las órdenes del encéfalo y este recibe menos señales sensoriales del resto del cuerpo. El resultado es la incapacidad de sentir calor, dolor y otras sensaciones, además de paralizar progresivamente varios músculos del cuerpo. La evolución de la sintomatología progresa habitualmente desde las zonas distales del organismo hacia las proximales. En algunos casos puede causar problemas en la respiración, por lo que un tercio de estos pacientes requiere ventilación mecánica. Sus síntomas impiden o dificultan distintas capacidades funcionales del paciente como, andar, levantarse o incluso mantenerse sentado en algunos casos. Afecta también de forma habitual al sistéma nervioso autónomo, provocando fluctuaciones en la tensión arterial y arritmias cardiacas.
Su incidencia es mayor en hombres y en jóvenes.
El pronóstico es generalmente bueno, con más del 90 % de los enfermos con recuperación total o casi completa un año después del inicio de la enfermedad. La mortalidad varía entre un 1 a un 18 %.

## Historia

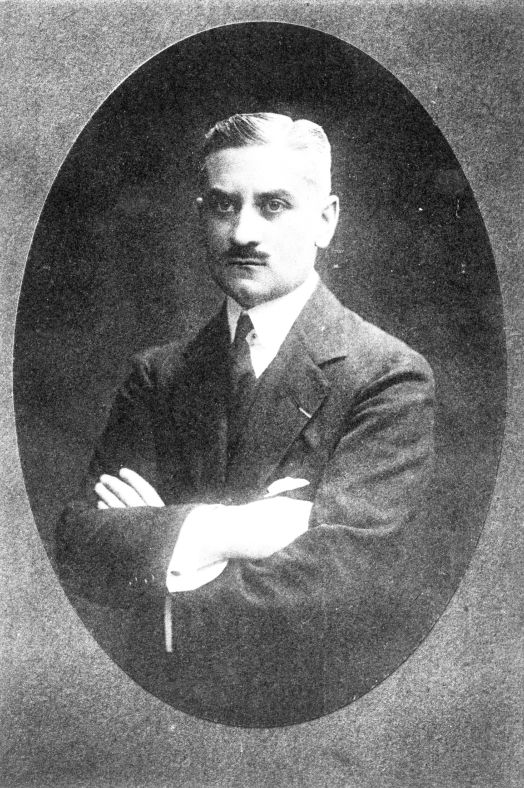
Georges Guillain (1876-1961)

Desde los inicios del siglo XIX, se recogen en la literatura médica informes sobre cuadros de entumecimiento con debilidad que evolucionaban por un período corto y tenían una recuperación espontánea. La mejor descripción del síndrome de Guillain Barré (SGB) en esa época se le atribuye al francés Jean Baptiste Octave Landry de Tesilla, quien en 1859 describe cinco casos de pacientes con hormigueo distal y debilidad ascendente después de un cuadro febril, decaimiento y dolor que progresó a la parálisis en tres semanas y terminó en muerte por falla respiratoria; introdujo el término «parálisis aguda ascendente», postula que la condición se producía después de otras enfermedades y que tenía una mortalidad del 20 por ciento; la autopsia en uno de sus pacientes no mostró ningún proceso patológico que explicara el cuadro clínico.
Westphal fue el primero en usar el término (véase epónimos médicos) «parálisis ascendente de Landry» (PAL) cuando informa de cuatro pacientes con este síndrome que fallecieron de insuficiencia respiratoria en 1876.

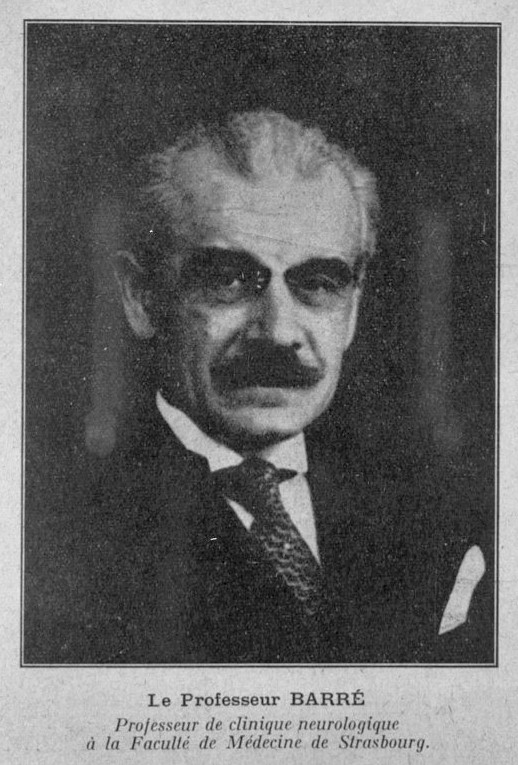
Jean A. Barré (1880-1967)

Mills en la autopsia de un caso de PAL, encuentra degeneración de los nervios periféricos. En 1892 Ostler realiza la descripción de seis tipos de polineuropatía e introduce el término «polineuritis febril aguda» que presenta características similares a las del PAL, con la diferencia de que los pacientes presentaban fiebre.
En el año 1916, durante la Primera Guerra Mundial, tres neurólogos franceses: Georges Charles Guillain, Jean-Alexandre Barré y André Strohl ejercían como médicos dentro de las filas del ejército francés; allí tienen la posibilidad de conocer a dos soldados que padecieron una parálisis parcial y posteriormente se recuperaron de este trastorno. Publican su clásico informe sobre este trastorno donde señalan la afectación de los reflejos, pero mencionan un rasgo especial o distintivo: un aumento en la concentración de proteínas en el líquido cefalorraquídeo (LCR) sin elevación en el número de células (disociación albúmino-citológica), lo que constituyó un descubrimiento crucial para la época.
El término síndrome de Guillain-Barré se emplea por primera vez en 1927, en una presentación efectuada por Dragonescu y Claudian siendo introducidos por Barré en persona; por razones desconocidas, el nombre de Strohl se omitió en dicha presentación y no se reconoció que el síndrome fuera descrito previamente por Landry. En 1936, Alajouanine y colaboradores describen dos pacientes con diplejía facial que murieron de insuficiencia respiratoria, en los cuales los nervios periféricos presentaban infiltración segmentaria por mononucleares (linfocitos y monocitos), lo que sugería la naturaleza inflamatoria del proceso.
En 1949, Haymaker y Kernohan informan de 50 pacientes fatales en los cuales durante los primeros días del proceso solamente se encontraba edema en los nervios y raíces periféricos seguido eventualmente de desmielinización y en cierto grado de degeneración de los axones e infiltración linfocitaria tardía.
Waksman y Adams producen experimentalmente en 1955 polineuritis alérgica en conejos mediante la administración de una mezcla de nervios periféricos y adyuvantes, y señalan la similitud de los hallazgos clínicos y patológicos con el SGB. Estos hallazgos fueron corroborados posteriormente por Asbury y colaboradores en 19 pacientes que fallecieron de SGB. Prineas quienes demuestran con microscopía electrónica la patogénesis de la desmielinización y la subsiguiente reparación. Muchos de los casos descritos por diferentes autores no cumplen con el criterio diagnóstico establecido por Guillain y su grupo.
En 1956, Charles Miller Fisher, un neurólogo canadiense, describe el síndrome que lleva su nombre en tres pacientes en los que encuentra oftalmoplejía externa aguda (parálisis en los ojos), reflejos pupilares disminuidos, ataxia (pérdida de coordinación y equilibrio) y arreflexia (ausencia de reflejos tendinosos profundos). Dos de los pacientes no padecieron ninguna debilidad; el restante mostró una parálisis facial y posible debilidad. Los tres se recobraron espontáneamente. Debido a que algunos pacientes con SGB podían padecer oftalmoplejia, y a que había otras similitudes, el Dr. Fisher concluyó que los tres pacientes habían sufrido un desorden compatible con Guillain Barré.
En 1975, Dyck y su grupo describieron una variante crónica del síndrome denominado como polineurorradiculopatía recurrente.

## Epidemiología
La incidencia del síndrome de Guillain-Barré es de 0,89 a 1,89 casos por 100 000 habitantes por año. Un estudio en la población japonesa encontró una incidencia de 1,15 casos por cada 100 000 habitantes.
La incidencia se va incrementando con la edad, variando desde 0,62 casos por 100 000 habitantes/año en el rango de edad de 0 a 9 años, a 2,66 casos por 100 000 habitantes/año en el rango de edad de 80 a 89 años. La incidencia es ligeramente mayor en la adolescencia tardía y la adultez temprana —probablemente ligada a una mayor incidencia de infecciones por citomegalovirus y Campylobacter jejuni—, y en ancianos, por su mayor predisposición a desarrollar infecciones. Esta es, además, ligeramente mayor en hombres que en mujeres en un ratio de 1,25:1.

## Etiología

Partes de una neurona.

Hay pocas ideas claras respecto a la etiología de esta enfermedad. Lo que se conoce hasta ahora es que el sistema inmunitario del organismo ataca a sus propios tejidos destruyendo la cobertura de mielina que rodea a los axones de los nervios periféricos, e inclusive a los propios axones. Cuando esto ocurre, los nervios son incapaces de transmitir señales con eficiencia. Por ello los músculos comienzan a perder su capacidad de responder a las señales nerviosas, las cuales deberían transportarse a través de la red nerviosa.
El cerebro también recibe menos señales sensoriales del resto del cuerpo, produciendo una incapacidad de sentir las texturas, el calor, el dolor y otras sensaciones que trae como consecuencia la recepción de señales inapropiadas que producen cosquilleo de la piel o sensaciones dolorosas. Debido a que las señales que van y vienen desde y hacia los brazos y las piernas han de recorrer largas distancias, son las más vulnerables a la interrupción. Por tanto, la debilidad muscular y la sensación de cosquilleo aparecen inicialmente en las manos y en los pies y progresan en sentido cefálico. 
Se sospecha que cuando el síndrome de Guillain-Barré va precedido de una infección viral, el virus posee antígenos con secuencias proteicas similares a las de ciertos segmentos de las proteínas que conforman la mielina, por lo que los anticuerpos producidos por el sistema inmunitario para destruir las células infectadas por el virus podrían también atacar las bandas de mielina producidas por las células de Schwann (reacción cruzada) por lo que el sistema inmunitario las trata como células extrañas. También es posible que el virus haga que el propio sistema inmunitario sea menos discriminador acerca de qué células reconoce como propias, permitiendo a algunas de estas células inmunológicas, como ciertas clases de linfocitos, atacar la mielina.
En cerca del 82 % de los casos diagnosticados hay presencia de infecciones de vías respiratorias agudas o gastrointestinales que van de una a cuatro semanas antes de la aparición de los síntomas, por lo que es considerada una enfermedad postinfecciosa en la que el sistema inmunitario no es capaz de distinguir los antígenos del virus o bacterias de los antígenos de los nervios periféricos del huésped (de la mielina o axones).
Hay estadísticas que señalan que aproximadamente el 75 % de los pacientes sufrieron una infección aguda (usualmente respiratoria o gastrointestinal) previa a la aparición del síndrome. Otro 20 a 30 % de estos casos podría deberse a infecciones por Campylobacter jejuni y una proporción similar a citomegalovirus o al virus de Epstein Barr. Hay reportes que señalan a su vez ciertas posibles asociaciones, en menor grado a Mycoplasma pneumoniae, VIH, virus del herpes simple, del sarampión y de la rubeola. Sin embargo, hay eventos mencionados como detonantes en el 2-4 % como cirugías, trasplantes, seroconversión al VIH, leucemia, aplicación de fármacos como: penicilinas, estreptoquinasa, captopril, danazol y heroína, y por último, el embarazo, entre otras causas probables. En enero de 2016 se asociaron casos del síndrome con el virus del zika, debido al aumento de casos del virus en América Central y del Sur y los casos de síndrome de Guillain-Barré; en Puerto Rico se confirmó que un paciente enfermo de zika desarrolló el síndrome de Guillain-Barré.
En febrero de 2016, un estudio realizado durante un brote en la polinesia francesa, confirmó la existencia de asociación entre infección por virus Zika y el síndrome de Guillain-Barré. Los efectos laterales dependen de la condición del portador. El infectado se debilita por la infección, y otras enfermedades pueden encontrar oportunidad para desarrollarse.
En 2020, se registraron casos de síndrome de Guillain-Barré asociados a COVID-19 y datos epidemiológicos que apoyan una fuerte relación causal. Según una investigación realizada en España, entre los pacientes en unidades de emergencia la frecuencia relativa de síndrome de Guillain-Barré fue mayor en los pacientes con COVID-19 (0,15 ‰) que en los pacientes sin COVID-19 (0,02 ‰). Asimismo, se ha descrito como un efecto adverso muy raro de las vacunas contra la COVID-19 de Janssen y Oxford-AstraZeneca.

## Patogenia
Se cree que el síndrome de Guillain-Barré se origina por una respuesta autoinmune a antígenos extraños (agentes infecciosos) que son mal dirigidos al tejido nervioso del individuo. El sitio donde causan daño son los gangliósidos (complejo de glucoesfingolípidos que están presentes en grandes cantidades en el tejido nervioso humano, especialmente en los nodos de Ranvier). Un ejemplo es el gangliósido GM1, que puede estar afectado en el 20 a 50 % de los casos, especialmente en aquellos casos que han tenido una infección anterior por Campylobacter jejuni.
El resultado final de estos ataques autoinmunes en los nervios periféricos es la pérdida de mielina y consecuentemente, el bloqueo en la conducción nerviosa. A pesar de esto, la función axonal permanece intacta y la recuperación puede ser tan rápida como ocurra la remielinización. Si la degeneración axonal es extrema (en casos graves de SGB), la recuperación se da con mayor lentitud y habrá un mayor grado de daño residual. Estudios recientes han demostrado que aproximadamente el 80 % de los pacientes cursan con pérdida de mielina, y el 20 % restante tiene pérdida axonal.
Se ha señalado al síndrome de Guillain-Barré como un poco frecuente efecto secundario de las vacunas de la gripe, con una incidencia, según algunos autores de alrededor de un caso por millón de vacunaciones. Sin embargo, los estudios sugieren que la enfermedad se desarrolla con más frecuencia en pacientes que han sufrido la gripe respecto que en aquellos que se han vacunado.
Existen datos de afectados por síndrome de Guillain-Barré entre quienes recibieron vacunas en el brote de gripe porcina de 1976. En total se produjeron unos 500 casos de los que 25 produjeron la muerte por complicaciones pulmonares, que, según el Dr. P. Haber, fueron probablemente causadas por una reacción inmunopatológica frente las vacunas del brote de 1976. No se ha encontrado relación entre otras vacunas de la gripe con el síndrome, y algunos estudios han afirmado que la vacuna tiene un efecto protector al prevenir el desarrollo de la infección. Un estudio de la incidencia de Guillain-Barré en sujetos que se vacunaron de la gripe después de haber pasado la enfermedad no halló ningún caso.
El síndrome de Guillain-Barré, a diferencia de otros procesos como la esclerosis múltiple y la esclerosis lateral amiotrófica o enfermedad de
Lou Gehrig, A.L.S., es una afección del sistema nervioso periférico y generalmente no conlleva daño ni al cerebro ni a la médula espinal.

## Cuadro clínico
La inflamación de la mielina en el sistema nervioso periférico lleva rápidamente a la parálisis flácida, con o sin compromiso del sensorio o del sistema autonómico. La distribución es comúnmente ascendente, afectando primero a los miembros inferiores. Los pacientes sienten debilidad en las piernas (piernas de hule) con o sin parestesias (adormecimiento/hormigueo). La enfermedad progresa a brazos o a los músculos de la cara en horas o días.
Frecuentemente los pares craneales inferiores serán afectados, esto origina la debilidad bulbar (dificultad en el movimiento de los ojos, visión doble), disfagia orofaríngea (dificultad al tragar). La gran mayoría de pacientes requiere hospitalización y aproximadamente el 30 % requiere ventilación asistida.
El daño del sensorio toma la forma de pérdida de la propiocepción (posición) y arreflexia (Pérdida de reflejos). La disfunción vesical ocurre en casos graves, pero es transitoria. Inicialmente hay fiebre y otros síntomas constitucionales, pero si están presentes después del período inicial, debe pensarse en otra entidad.
La pérdida de la función autonómica es común en los casos graves, manifestando grandes fluctuaciones en la presión arterial. También aparece hipotensión ortostática y arritmias cardíacas. El dolor también es frecuente, especialmente en los músculos debilitados (los pacientes normalmente lo comparan con el dolor experimentado a causa del ejercicio intenso). Son autolimitantes y deben ser tratados con analgésicos comunes.

## Clasificación
Se han descrito cuatro formas clínicas de presentación:
- Síndrome de Guillaín Barré “clásico” o Polirradiculoneuropatía inflamatoria aguda desmielinizante (NIAD): Debilidad muscular ascendente simétrica; arreflexia osteotendinosa; puede asociarse a síntomas sensitivos, principalmente dolor, aunque no son prominentes en el examen físico; puede asociarse a disfunción autonómica.
- Neuropatía axonal motora aguda (NAMA): Presentación similar, pero en el estudio electrofisiológico muestra compromiso axonal.
- Neuropatía axonal sensitivo-motora aguda (NASMA): El componente axonal involucra también fibras aferentes y el compromiso sensitivo es más prominente que en la forma clásica.
- Síndrome de Miller-Fisher (SMF): se considera la variante más común del síndrome de Guillain-Barré, se caracteriza por la presentación aguda de una polineuropatía con arreflexia, ataxia y oftalmoplejia.[47] La ataxia es producto de la disfunción del nervio sensitivo periférico, y no por lesión en el cerebelo. También puede ocurrir debilidad facial y pérdida sensorial. El SMF es precedido frecuentemente por un episodio de sintomatología inflamatoria aguda de algún sitio del organismo, en la mayoría de los casos los síntomas neurológicos se recuperan después de al menos seis meses. El proceso es mediado por autoanticuerpos dirigidos contra un componente de la mielina que se encuentran en los nervios periféricos. La plasmaféresis ha demostrado ser un buen instrumento terapéutico para acortar el tiempo de curación del SMF, aunque también se puede utilizar Inmunoglobina intravenosa (IVIg). Según cifras de Orphanet, el SMF tiene una incidencia de 0,02 a 0,09 por 100 000 habitantes por año, por lo que se considera una enfermedad rara.

| Tipo                                                 | Patógeno asociado       | Síntomas | Patogenia        | Anticuerpos antigangliósido | Pronóstico   |
| ---------------------------------------------------- | ----------------------- | --- | ---------------- | --------------------------- | ------------ |
| Neuropatía inflamatoria aguda desmielinizante (NIAD) | Variable                | Síntomas sensoriales y debilidad muscular, a menudo con debilidad de los nervios craneales y compromiso autonómico    | Desmielinización | Asociación no clara         | Favorable    |
| Neuropatía axonal motora aguda (NAMA)                | C. jejuni               | Debilidad muscular aislada sin síntomas sensoriales en menos del 10 %; afectación poco común de los nervios craneales | Axonopatía       | GM1a/b, GD1a y GalNac-GD1a  | Desfavorable |
| Neuropatía axonal sensitivo-motora aguda (NASMA)     | CMV                     | Debilidad muscular severa similar a NAMA, pero con pérdida sensorial                                                  | Axonopatía       | GM1 y GD1a                  | Desfavorable |
| Síndrome de Miller-Fisher (SMF)                      | C. jejuni H. influenzae | Ataxia, debilidad de la musculatura ocular, arreflexia generalmente sin debilidad en los miembros                     | Desmielinización | GQ1b y GT1a                 | Favorable    |

## Diagnóstico
Puede ser difícil diagnosticar el Síndrome de Guillain-Barré en sus primeras etapas, puesto que varios trastornos tienen síntomas similares, por lo que los médicos deben examinar e interrogar a los pacientes y sus familiares cuidadosamente antes de hacer el diagnóstico.
Se debe observar si los síntomas son simétricos, la velocidad con la que aparecen los síntomas (en otros trastornos, la debilidad muscular puede progresar a lo largo de meses en vez de días o semanas), los reflejos(especialmente el reflejo rotuliano) usualmente desaparecen. Debido a que las señales que viajan a través del nervio son más lentas, la prueba de velocidad de la conducción nerviosa (NCV) puede ayudar al médico en el diagnóstico. Se debe analizar el líquido cefalorraquídeo puesto que este va a poseer un contenido proteico muy superior al normal.
Criterios diagnósticos:
- Requeridos

1. Debilidad progresiva en uno o más miembros debido a neuropatía.
2. Arreflexia.
3. Curso de la enfermedad < 4 semanas.
4. Exclusión de otras causas.

- Sugestivos

1. Debilidad simétrica relativa.
2. Leve afectación sensorial.
3. Alteración de cualquier par craneal.
4. Ausencia de fiebre.
5. Evidencia electrofisiológica de desmielinización.

## Diagnóstico diferencial
- Mielopatías agudas que cursan con dolor de espalda crónico.
- Botulismo, con pérdida temprana de reactividad pupilar. (descendente)
- Difteria, con disfunción orofaringotraqueal.
- Enfermedad de Lyme.
- Porfiria con dolor abdominal, convulsiones y psicosis.
- Neuropatía vascular.
- Poliomielitis con fiebre y síntomas meníngeos.
- Poliradiculitis por Citomegalovirus en pacientes inmunocomprometidos.
- Miastenia gravis
- Envenenamientos por organofosforados, talio o arsénico.
- Toxicidad por metales (plomo)
- Fiebre Tifoidea

## Tratamiento
No hay una cura específica, y el manejo consiste en tratamientos que reducen la gravedad de los síntomas y aceleran la recuperación en la mayoría de los pacientes. 
Por lo general, la plasmaféresis y el tratamiento con altas dosis de inmunoglobulinas son la terapia de elección. 
Ambos son igualmente eficaces, pero la inmunoglobulina es más fácil de administrar.
La plasmaféresis es un método mediante el cual se saca sangre entera del cuerpo y se procesa de forma que los glóbulos blancos y rojos se separen del plasma. Las células de la sangre se devuelven luego al paciente sin el plasma, el cual el organismo sustituye rápidamente. 
También se ha probado el uso de hormonas esteroideas como forma de reducir la gravedad del síndrome, pero los estudios clínicos controlados han demostrado que este tratamiento no sólo no es eficaz, sino que puede incluso tener un efecto perjudicial sobre la enfermedad.
La parte más crítica del tratamiento consiste en mantener el cuerpo del paciente funcionando durante la recuperación del sistema nervioso. Esto puede requerir a veces colocar al paciente en un ventilador mecánico, un monitor del ritmo cardíaco u otras máquinas que ayudan a la función corporal. La necesidad de esta maquinaria compleja es una de las razones por la que los pacientes con síndrome de Guillain-Barré son tratados usualmente en los hospitales, a menudo en la sala de cuidados intensivos. En el hospital, los médicos también pueden detectar y tratar muchos problemas que pueden surgir en cualquier paciente paralizado.
A menudo, incluso antes de que comience la recuperación, se les dan instrucciones a las personas que cuidan a estos pacientes para que muevan manualmente las extremidades de los pacientes para ayudar a mantener flexibles y fuertes los músculos. Posteriormente, a medida que el paciente comienza a recuperar el control de las extremidades, comienza la terapia física. Ensayos clínicos cuidadosamente planificados de terapias nuevas y experimentales son la clave para mejorar el tratamiento de los pacientes afectados. Dichos ensayos clínicos comienzan con la investigación básica y clínica, durante la cual los científicos trabajan en colaboración con profesionales clínicos, identificando nuevos enfoques para tratar a los pacientes con esta condición.

## Pronóstico
- Aproximadamente el 80 % de pacientes se recupera completamente en un período de unos pocos meses a un año (aunque la arreflexia puede persistir).
- El 5 al 10 % se recuperan con invalidez grave (la mayoría de estos casos incluye daño proximal motor).
- La muerte sobreviene aproximadamente en el 4 % de los pacientes.

## Profilaxis
Se desconoce la prevención para este síndrome.